# Рошевель, Голда
Голда Рошевель (англ. Golda Rosheuvel, род. 2 мая 1970 года, Гайана) — британская актриса и певица. Наиболее известна своей ролью королевы Шарлотты в сериале Бриджертоны и его приквеле Королева Шарлотта: История Бриджертонов.

## Биография
Рошевель родилась в Гайане в семье англиканского священника. В возрасте пяти лет она переехала в Англию. В юности Рошевель занималась легкой атлетикой, но после травмы переключилась на театр.
Рошевель сыграла в таких театральных постановках, как Порги и Бесс, Макбет, Зимняя сказка, Ромео и Джульетта, Ангелы в Америке и Иисус Христос — суперзвезда. В 2018 году она исполнила роль Отелло в лесбийской интерпретации пьесы.
Рошевель дебютировала на телевидении в 2001 году в постановке Иисус Христос — суперзвезда. Позже она появлялась в таких сериалах, как Чисто английское убийство, Торчвуд, Лютер, Улица Коронации и Безмолвный свидетель. В 2016 году сыграла в фильме Леди Макбет.
В 2019 году Рошевель была утверждена на роль королевы Шарлотты в сериале Бриджертоны. За эту роль (в числе прочих актеров сериала) она была номинирована на Премию Гильдии киноактёров США за лучший актёрский состав в драматическом сериале в 2021 году. В 2023 году она повторила роль королевы Шарлотты в приквеле Королева Шарлотта: История Бриджертонов. В 2024 году Рошевель была номинирована на премию Black Reel TV Awards за лучшую женскую роль второго плана в драматическом сериале за свою работу в Королева Шарлотта: История Бриджертонов.

## Избранная фильмография
| Год  |   | Русское название | Оригинальное название | Роль         |
| ---- | - | ---------------- | --------------------- | ------------ |
| 2021 | ф | Дюна             | Dune                  | Шадаут Мейпс |